# Явірник (Сяноцький повіт)
Явірник (пол. Jawornik) — лемківське поселення в Польщі, Команчанській гміні Сяноцького повіту Підкарпатського воєводства.

## Розташування

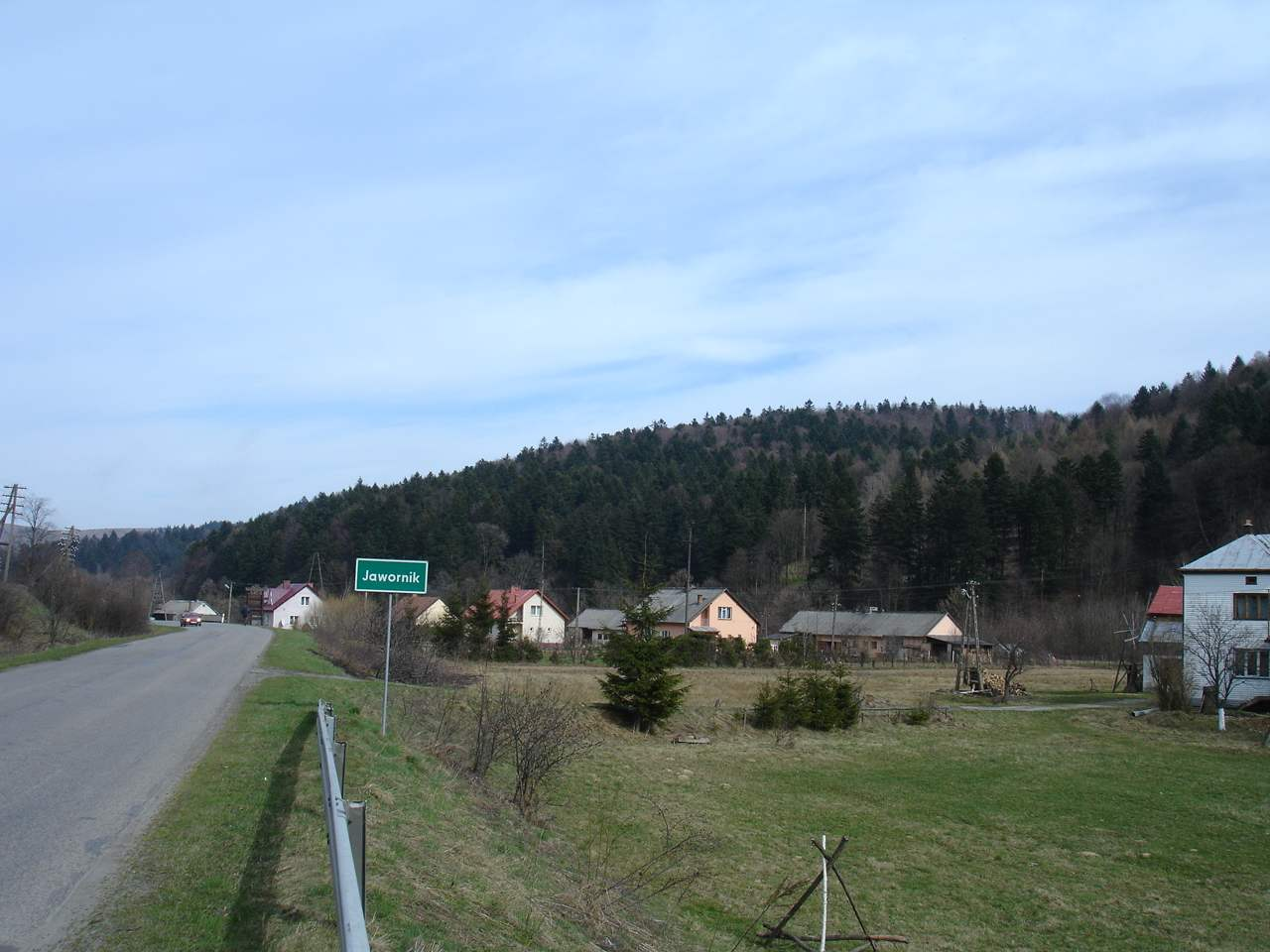
В`їзд до села (фото 2007 р.)

Сьогоднішнє поселення становить кілька хат на місці колишнього присілка Міклашки, в якому живе приблизно 30 осіб. Розташоване в південно-східній частині Польщі, між Низькими Бескидами та Західними Бещадами, в долині Ославиці при впадінні лівосторонньої притоки Явірник (пол. Jawornik), на автошляху № 892 між Репідьом та Команчею. Основа колишнього села була розташована більш на захід вглиб Низьких Бескидів в долині потока Явірник.

## Історія
Уперше згадується у 1546 році. За податковим реєстром 1565 р. в селі було 12 кметів на 8 ланах зі звільненням від податків до 1566 р.; млин, корчма і ставки у власності війта. До 1772 р. село належало до Сяноцької землі Руського воєводства.
В 1843 р. збудовано дерев'яну церкву св. Димитрія. До 1918 року село входило до Сяніцького повіту Королівства Галичини та Володимирії Австро-Угорщини.
У 1918–1919 роках село разом з іншими 33 селами увійшло до складу Команчанської Республіки. Далі село входило до Сяніцького повіту Львівського воєводства Польщі.
В 1921 році село нараховувало 71 хат та 425 осіб, з яких

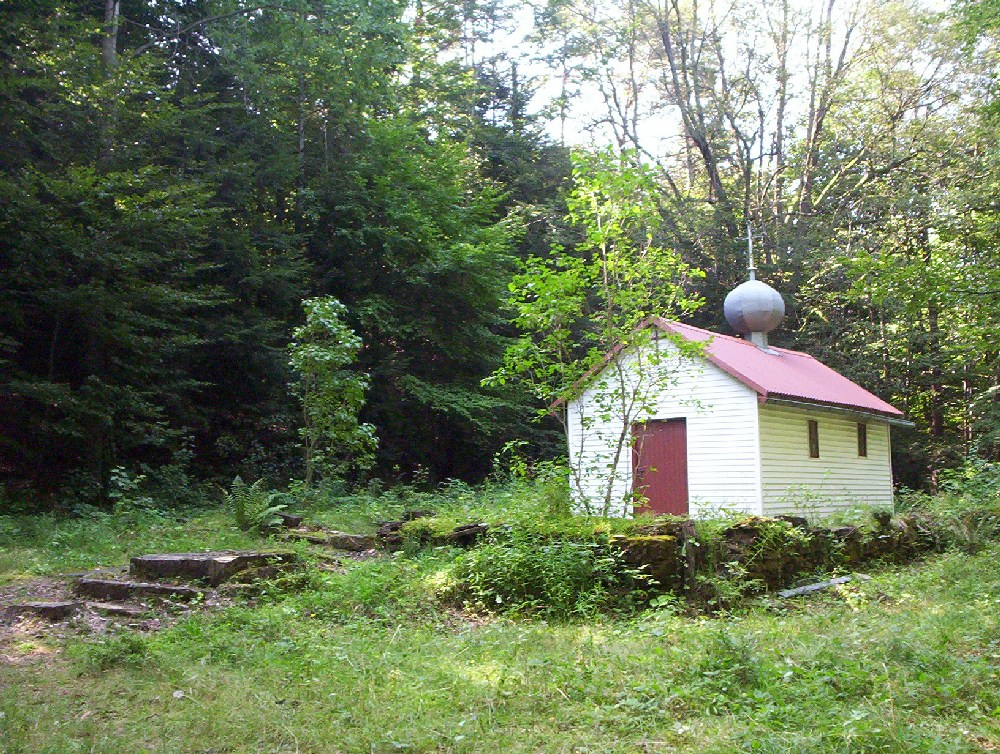
Каплиця на місці церкви, зведена у 1980-х роках.

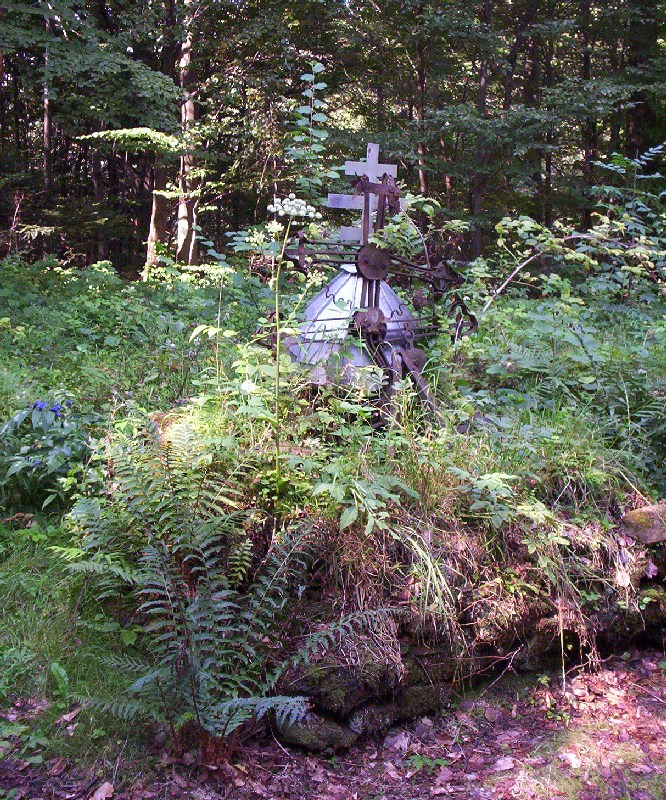
Хрести із колишньої церкви (фото 2005 р.)

- греко-католики — 422,
- євреї — 3.

В 1939 р. в селі було переважно лемківське населення: з 600 жителів села — 595 українців і 5 євреїв.  
До виселення лемків у 1945 році в СРСР та депортації в 1947 році в рамках Операція "Вісла" у селі була греко-католицька парафія Лупківського деканату.
У 1945 році населення депортовано, а село разом з церквою знищено. У 1970—их роках в колишньому присілку Міклашки збудовано кілька хат для лісових працівників. Частина колишнього автохтонного населення, яке зараз живе в сусідніх селах, на місці колишньої церкви збудувала каплицю. При ній розташований старий цвинтар з цікавими могилами.

## Церква
Згадка про проживання у селі священика відноситься до 1558 року, що свідчить про те, що у селі вже в той час могла існувати церква. На місці більш давньою у 1843 році було збудовано нову споруду, котра була ще раз посвячена у 1884 році. Ремонтні роботи проводились у 1918 р. За архітектурним вирішення мала багато спільного із церквою у Радошицях. Була знищена у середині 1940-х років. Збереглось кілька хрестів, що колись кріпились на верхах храму, а також фундамент. у 1980-х роках кілька колишніх мешканців села звели тут невелику каплицю. З 1990 року тут відновила свою діяльність греко-католицька парафія, у каплиці кілька разів у рік проводяться богослужіння. Встановлено хрести на честь 950 та 1000 Хрещення Руси-України.

## Відомі люди
- о. Чайківський Омелян Володимирович (*1889 р.  — †1976 р. в м. Самбір) - останній парох (священик) парафіяльної греко-католицької церкви Покрови ПреСвятої Богородиці с. Яблінки і філіальної Архангела Михаїла с. Колоничі гміни Балигород Ліського повіту. Служив з 1925 по травень 1946 рр., до насильного переселення в СРСР.